# مطالعه طراحی کارخانه

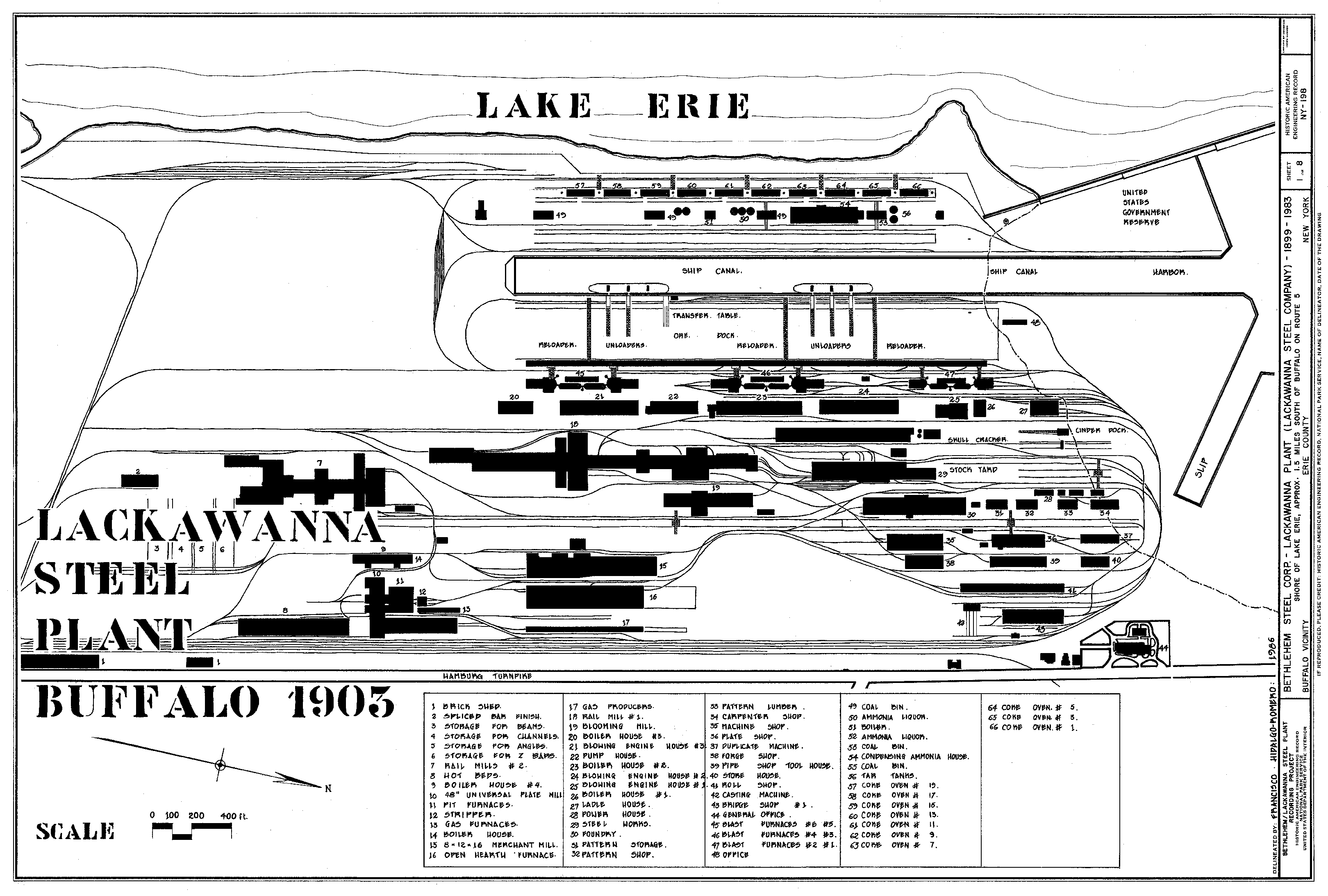
کارخانه فولاد لاکاوانا ۱۹۰۳

مطالعه طراحی کارخانه (انگلیسی: Plant layout study) نوعی مطالعه مهندسی است، که با هدف آنالیز تنظیمات فیزیکی بخش‌های مختلف یک کارخانه تولیدی، همچنین به منظور برنامه‌ریزی منابع، طراحی مجدد و بهینه‌سازی کارخانجات مورد استفاده قرار می‌گیرد.

## بررسی اجمالی
توانایی طراحی و بهره‌برداری از تاسیسات تولیدی که بتواند به سرعت و به طور موثر با نیازهای در حال تغییر تکنولوژیکی و بازار سازگار شود، برای موفقیت هر سازمان تولیدی اهمیت فزاینده‌ای پیدا می‌کند. در مواجهه با چرخه‌های عمر کوتاه‌تر محصول، تنوع محصول بیشتر، تقاضای غیرقابل پیش‌بینی فزاینده و زمان‌های تحویل کوتاه‌تر، امکانات تولید اختصاص‌یافته به یک خط محصول دیگر نمی‌تواند مقرون به صرفه باشد. کارایی سرمایه‌گذاری در حال حاضر مستلزم آن است که تأسیسات تولیدی بتوانند به سرعت از یک خط محصول به خط دیگر بدون تجهیزات مجدد، پیکربندی مجدد منابع، یا جایگزینی تجهیزات تغییر مکان دهند.
کارایی سرمایه‌گذاری همچنین مستلزم آن است که تأسیسات تولیدی بتوانند به طور همزمان چندین محصول تولید کنند تا محصولات با حجم کمتر در یک مرکز واحد ترکیب شوند و نوسانات در ترکیبات و حجم‌های محصول به راحتی قابل تطبیق باشد. به طور خلاصه، تاسیسات تولیدی باید قادر به نشان دادن سطوح بالایی از انعطاف پذیری و استحکام علیرغم تغییرات قابل توجه در الزامات عملیاتی خود باشند.
در بخش‌های صنعتی، تولید محصولاتی با کیفیت خوب و پاسخگویی به تقاضای مشتریان مهم است. این اقدام می تواند تحت منابع موجود مانند کارکنان، ماشین آلات و سایر امکانات انجام شود. با این حال، بهبود چیدمان کارخانه می تواند یکی از ابزارهای پاسخگویی به افزایش بهره وری صنعتی باشد. طراحی چیدمان کارخانه به پایه اساسی کارخانه های صنعتی امروزی تبدیل شده است که می تواند بر بخش هایی از کارایی کار تأثیر بگذارد. برای ایجاد موثرترین طرح کارخانه، به برنامه ریزی و موقعیت مناسب کارکنان، مواد، ماشین آلات، تجهیزات، و سایر پشتیبانی ها و امکانات تولیدی نیاز است.
محصولات مورد نظر برای تولید بر انتخاب چیدمان تأثیر می‌گذارد.